# 倫達瓦石油足球俱樂部
倫達瓦石油足球俱樂部（NK Nafta Lendava）是斯洛文尼亞的一家足球俱樂部，主場位於倫達瓦。球隊參加斯洛文尼亞足球超級聯賽的賽事。